# Govinda Bhagavatpāda
Govinda Bhagavatpāda (fl. IX secolo) è stato un filosofo e religioso indiano.
Asceta itinerante, fu maestro spirituale (Guru) del filosofo Adi Shankara e suo iniziatore al saṃnyāsa.
Brāhmana del Pracyadeśa chiamato Candraśarman. Dopo aver appreso la grammatica sanscrita nel Kāśmῑr nella sua adolescenza, sentendo che il Mahābhāṣya era insegnato nel sud, Candraśarman era partito in cerca di esso e, fermandosi sulle rive della Narmadā per compiere le abluzioni prescritte, si trovò davanti il Brahmarākṣasa, ovvero Gauḍapada. Iniziato da lui, prese il saṃnyāsa, e studiò il Kevalādvaita con diversi altri condiscepoli, il più brillante dei quali era Upavarṣa. 
Dopo essersi sposato e aver intrapreso la gārhasthya, ovvero la vita in famiglia come marito e padre, Candraśarman ben presto si rese conto che il ruolo di capofamiglia non gli si addiceva. Abbandonò quindi il mondo, entrando così nel quarto stadio della vita di un uomo: saṃnyāsa. Iniziò quindi la ricerca di un maestro, che trovò proprio nella persona di Gauḍapada, a Badarῑnātha. Divenuto saṃnyāsin con il nome di Govinda,  e fattosi a sua volta una fama come maestro, divideva il suo tempo tra soggiorni sull'Himālaya presso il suo Guru Gauḍapada e soggiorni sulla Narmānda. La sua fama crebbe, finché non incontrò il suo miglior discepolo Adi Shankara. Govinda, maestro dell'Asparsha-Vâda (Via del "Senza Sostegno"), lo accolse con grande onore e lo invitò ad operare per risanare la spiritualità tradizionale, offuscata a causa della degenerazione del mondo brahminico.